# Município Puri
Município Puri är en kommun i Angola.   Den ligger i provinsen Uíge, i den nordvästra delen av landet, 300 km öster om huvudstaden Luanda.
I omgivningarna runt Município Puri växer huvudsakligen savannskog. Runt Município Puri är det glesbefolkat, med 19 invånare per kvadratkilometer.